# Сибирский (Ханты-Мансийский автономный округ)
Сиби́рский — посёлок в Ханты-Мансийском районе Ханты-Мансийского автономного округа. Административный центр сельского поселения Сибирский. Прежнее название — совхоз Реполовский животноводческий.

## История
Сентябрь 1934 года — посёлок основан спецпереселенцами. В то время люди жили в землянках. 

21 июня 1967 года — село Реполовский совхоз Ханты-Мансийского района было переименовано в посёлок Сибирский.

## География
Располагается на левом берегу Иртыша в 98 км вверх по течению от Ханты-Мансийска.

## Организации
На территории сельского поселения действуют администрация, дом культуры, школа, детский сад, больница, семь магазинов, почта.

## Школа
1 декабря 1934 года — организована Реполовская начальная школа.
1937 год — Переименована в семилетнюю школу Реполовского совхоза Самаровского района.
1962 год — Школа стала восьмилетняя.
1965 год — Школа стала средней.
1990 год — Был введён 11 класс.
2000 год — Сибирская средняя школа переименована в муниципальное учреждение: средняя общеобразовательная школа п. Сибирский.
На 1 сентября 2013 года — 90 учащихся.

## Население
| 2010 |
| ---- |
| 745  |